# Грейс, Мэгги
Маргарет Грейс Дениг (англ. Margaret Grace Denig, более известная как Мэгги Грейс (англ. Maggie Grace); род. 21 сентября 1983, Уортингтон, Огайо) — американская актриса. Наиболее известна ролями Шеннон Рутерфорд в сериале «Остаться в живых» и Ким в фильме «Заложница»

## Биография
Мэгги родилась в небольшом городке Уортингтоне (Огайо). Вторая из трёх детей Вэлинн и Рика Дениг, занимающихся семейным ювелирным бизнесом. Её семья жила в 200-летнем доме, первом saltbox house (один из видов коттеджей) в центральном Огайо. Она посещала «Уортингтонскую христианскую школу» до девятого класса и немного «Среднюю школу Томаса Уортингтона», где начала играть в школьных пьесах и любительском театре. Родители Мэгги развелись, когда ей было 16 лет. Она бросила школу, чтобы переехать с матерью в Лос-Анджелес, в то время как её младшие брат и сестра, Иэн и Марисса, продолжали жить с отцом. Мэгги с матерью в Лос-Анджелесе были часто стеснены в средствах, снимали кратковременное жилье и питались только самым необходимым.
Мэгги обзавелась агентом через неделю после приезда в Лос-Анджелес и записалась на занятия по актёрскому мастерству. Она получила первую роль в 2001 в «Rachel’s Room», видео-сериале о делах, происходящих в спальне девочки-подростка, который был создан исполнительным продюсером сериала «Бухта Доусона». Следующую свою роль она сыграла в 2002 году в сериале, который был остановлен ещё до выхода в эфир первой серии. Заметной ролью Мэгги Грейс была в 2002 году роль в телефильме «Убийство в Гринвиче», основанном на реальной истории убийства 15-летней Марты Моксли. Грейс была номинирована на премию «Молодой актёр». Далее продолжала появляться на второстепенных ролях в различных сериалах и сниматься в эпизодических ролях в нескольких фильмах.
В середине 2004 года агент Мэгги принёс ей сценарий первой серии «Остаться в живых», и она получила роль Шеннон Рутерфорд после успешного прослушивания. В 2005 номинировалась на «Teen Choice Award for Choice TV Breakout Performance — Female», но проиграла Еве Лонгории в «Домохозяйках». Во время съемок первого сезона «Остаться в живых», Мэгги жила на Гавайах и подписала контракт на участие в фильме Туман, ремейке фильма-ужасов 80-х с Джейми Ли Кёртис. В 2005 заняла 27-е место в Hot 100 журнала Maxim.
Следующая роль была в независимом фильме «Девушка из пригорода» (Suburban Girl), с Сарой Мишель Геллар и Алеком Болдуином в главных ролях. В 2007 снялась в фильме «Жизнь по Джейн Остин», основанном на одноимённой новелле Карен Джой Фаулер. В 2008 появилась в триллере «Заложница» с Лиамом Нисоном, который был в самом верху списка актёров, с которыми Мэгги хотела бы поработать и который она написала за 2 месяца до проб на эту роль.
Закончила съёмки в новом фильме «Мэлис в Стране чудес», современной адаптации произведения Льюиса Кэррола «Алиса в стране чудес». Снялась в фильмах «Уроки полета» (Flying Lessons) и «Рыцарь дня» (Knight and Day) с Томом Крузом и Кэмерон Диаз в главных ролях. Получила роль Ирины в двух последних фильмах Сумеречной саги.

## Личная жизнь
С 28 мая 2017 года Мэгги замужем за предпринимателем Брентом Башнеллом, с которым она встречалась год до их свадьбы. 20 марта 2020 года стало известно, что супруги ожидают появления своего первенца летом. В октябре 2020 года у пары родился сын.

## Фильмография
| Год       |    | Русское название                      | Оригинальное название                 | Роль                               |
| --------- | -- | ------------------------------------- | ------------------------------------- | ---------------------------------- |
| 2001      | ф  | Комната Рэйчел                        | Rachel's Room                         | Рэйчел Рид                         |
| 2002      | ф  | Shop Club (англ.)                     | Shop Club                             | имя персонажа неизвестно           |
| 2002      | с  | Septuplets (англ.)                    | Septuplets                            | Хоуп Уайлд                         |
| 2002      | тф | Убийство в Гринвиче                   | Murder in Greenwich                   | Марта Моксли                       |
| 2003      | с  | C.S.I.: Место преступления Майами     | CSI: Miami                            | Эми Горман                         |
| 2003      | с  | The Lyon's Den                        | The Lyon’s Den                        | Хэйли Даген                        |
| 2003      | тф | Дорога в 12 миль                      | Twelve Mile Road                      | Дульси Лэндис                      |
| 2003      | с  | Святой дозор                          | Miracles                              | Ханна Коттрелл                     |
| 2004      | с  | Like Family                           | Like Family                           | Мэри                               |
| 2004      | с  | Детектив Раш                          | Cold Case                             | Рене                               |
| 2004      | ф  | Неизвестное существо                  | Creature Unknown                      | Аманда                             |
| 2004      | с  | Оливер Бин                            | Oliver Beene                          | Элки                               |
| 2004      | с  | Закон и порядок: Специальный корпус   | Law & Order: Special Victims Unit     | Джесси Даунинг                     |
| 2004—2010 | с  | Остаться в живых                      | Lost                                  | Шеннон Рутерфорд                   |
| 2005      | ф  | Туман                                 | The Fog                               | Элизабет Уильямс                   |
| 2007      | ф  | Девушка из пригорода                  | Suburban Girl                         | Хлое                               |
| 2007      | ф  | Жизнь по Джейн Остин                  | The Jane Austen Book Club             | Аллегра                            |
| 2008      | ф  | Заложница                             | Taken                                 | Ким Миллс                          |
| 2009      | ф  | Мэлис в Стране чудес                  | Malice in Wonderland                  | Элис                               |
| 2010      | ф  | Уроки полёта                          | Flying Lessons                        | Софи Конвэй                        |
| 2010      | ф  | Рыцарь дня                            | Knight and Day                        | Эприл Хэвенс                       |
| 2010      | ф  | Эксперимент                           | The Experiment                        | Бэй                                |
| 2010      | ф  | Быстрее пули                          | Faster                                | Лили                               |
| 2011      | ф  | Сумерки. Сага: Рассвет — Часть 1      | The Twilight Saga:Breaking down       | Ирина Денали                       |
| 2012      | ф  | Напролом                              | MS One: Maximum Security              | Эмили Уорнок                       |
| 2012      | ф  | Расшифровка Энни Паркер               | Decoding Annie Parker                 | Сара                               |
| 2012      | тф | Манипулятор                           | Mastermind                            | Сара Фуллер                        |
| 2012      | ф  | Заложница 2                           | Taken 2                               | Ким Миллс                          |
| 2012      | ф  | Сумерки. Сага. Рассвет: часть 2       | Twilight Saga: Breaking Dawn — Part 2 | Ирина Денали                       |
| 2013      | ф  | Относительное безумие                 | Relative Insanity                     | Нина                               |
| 2013      | с  | Последователи                         | The Following                         | The Following / Доктор Сара Фуллер |
| 2013      | с  | Блудливая Калифорния                  | Californication                       | Фейт-"Вера"                        |
| 2014      | ф  | Про Алекса                            | About Alex                            | Сири                               |
| 2014      | ф  | Не видать нам Парижа как своих ушей   | We'll Never Have Paris                | Келси                              |
| 2015      | ф  | Заложница 3                           | Taken 3                               | Ким Миллс                          |
| 2015      | с  | Мастера секса                         | Masters of sex                        | доктор Кристин Уэш                 |
| 2016      | ф  | Выбор                                 | The Choice                            | Стеф                               |
| 2017      | ф  | Последствия                           | Aftermath                             | Кристина                           |
| 2018      | ф  | Ограбление в ураган                   | The Hurricane Heist                   | Кейси                              |
| 2018      | с  | Бойтесь ходячих мертвецов             | Fear the Walking Dead                 | Алтея                              |
| 2020      | ф  | Любовь, свадьбы и прочие катастрофы   | Love, Weddings & Other Disasters      | Джесси                             |
| 2023      | ф  | Тайное искусство человеческого полета | The Secret Art of Human Flight        | Венди                              |
| 2024      | ф  | Блэкуотер Лейн                        | Blackwater Lane                       | Рэйчел                             |

## Награды и номинации
- 2003 — номинирована на премию «Молодой актёр» как «Leading Young Actress» за роль Марты Моксли в сериале «Убийство в Гринвиче»
- 2005 — номинация «Choice TV Breakout Performance — Female» на премию «Выбор подростков» за сериал «Остаться в живых»
- 2006 — победительница премии «Гильдии киноактёров США» в номинации «Outstanding Performance by an Ensemble in a Drama Series» за сериал «Остаться в живых»